# Råbocken
Råbocken är en sjö i Dals-Eds kommun i Dalsland och ingår i Göta älvs huvudavrinningsområde. Sjöns area är 0,012 kvadratkilometer.